# Ja Rule
Jeffrey Bruce Atkins (Nova Iorque, 29 de fevereiro de 1976), mais conhecido como Ja Rule, é um rapper, cantor, compositor e ator americano. Nascido em Hollis, Queens, ele estreou em 1999 com Venni Vetti Vecci e seu primeiro single "Holla Holla". Durante a década de 2000, Ja Rule foi contratado pela Murder Inc., anteriormente conhecida como The Inc. e liderada por Irv Gotti. De 1999 a 2005, Ja Rule teve vários sucessos que chegaram ao top 20 da Billboard Hot 100 dos EUA, incluindo "Between Me and You" (com Christina Milian), "I'm Real (Murder Remix)" e "Ain ' t It Funny "(ambos com Jennifer Lopez) - que chegaram ao topo da Hot 100 - o hit número 1 "Always on Time" (com Ashanti)," Mesmerize" (com Ashanti) e "Wonderful" (com R. Kelly e Ashanti).
Rule foi nomeado para dois American Music Awards e quatro Grammy Awards com os respectivos colaboradores Lil 'Mo, Vita, Ashanti e Case. Após o lançamento de seu álbum de estreia, Venni Vetti Vecci (1999), ele lançou seu segundo e terceiro álbuns Rule 3:36 (2000) e Pain Is Love (2001). Ambos os álbuns chegaram ao topo da parada de álbuns da Billboard 200 nos Estados Unidos, lançando-o no mainstream, vendendo mais de 15 milhões de unidades para um grande público e obtendo o status de triplo de platina da Recording Industry Association of America (RIAA), tornando-se seus álbuns mais vendidos até os dias de hoje. Rule seguiu com seu quarto, quinto e sexto álbuns The Last Temptation (2002), Blood in My Eye (2003) e R.U.L.E. (2004), com The Last Temptation alcançando o disco de platina e R.U.L.E. alcançando o disco de ouro. Em 2018, o Rule vendeu 14,4 milhões de unidades nos EUA e vendeu mais de 30 milhões de discos em todo o mundo. Em 2019, ele se juntou ao elenco principal de Growing Up Hip Hop: New York.

## Biografia
Jeffrey Atkins nasceu no Queens bairro de Nova York. Quando Jeffrey Atkins tinha cinco anos, sua mãe deu à luz um bebê natimorto chamada Kristen, sendo Jeffrey filho único. (Ele fala sobre Kristen na canção do "Daddy's Little Baby") Ja Rule estudou em uma Escola Pública em Hollis, uma escola que ele descreveu como tendo um corpo discente predominantemente negra. Ele disse que participou de muitas brigas na escola por causa de seu tamanho, por isso sua mãe transferiu-o para Middle School 172 em Glen Oaks, que ele descreveu como uma "escola branca". Jeffrey ganhou seu GED em fevereiro de 2012.

## Carreira

### Cash Money Click (1994-1995)
Atkins começou sua carreira no rap em 1994 com o grupo de hip hop Cash Money Click ao lado dos membros Chris Black e O-1. Ele assumiu o nome artístico de "Ja Rule", dizendo à MTV News que o nome veio de um amigo que se dirigia a ele por esse nome; outros amigos simplesmente o chamavam de "Ja". Juntos, eles trabalharam com o produtor DJ Irv para produzir uma série de músicas, lançando seu single de estreia "Get Tha Fortune" independentemente em 1994. Depois que o grupo assinou com a TVT Records, a música foi relançada pela gravadora no final daquele ano como lado B de seu segundo single, "4 My Click". "4 My Click" apresentava Mic Geronimo e se tornou popular nas rádios piratas, eventualmente sendo reproduzida no Yo! MTV Raps. Os planos para o lançamento do álbum de estúdio homônimo do grupo foram interrompidos em 1995, depois que Chris Black foi condenado a cinco anos de prisão e o grupo foi retirado da TVT, o que levou ao seu terceiro single, "She Swallowed It", que nunca foi oficialmente lançado, no entanto, foi posteriormente pirateado. Sem gravadora, o grupo se desfez logo após ser descartado.

### Carreira solo eVenni Vetti Vecci(1995-1999)

Ja Rule (esquerda) em 1999 com Kenneth "Supreme" McGriff, um notório gângster do Queens intimamente afiliado Irv Gotti CEO da gravorada Murder Inc.

Depois de ser dispensado da TVT, Ja Rule manteve um relacionamento próximo com DJ Irv, que trabalhava como produtor executivo para a Def Jam na época. DJ Irv, agora conhecido como Irv Gotti, foi contratado como A&R para o selo e conseguiu um contrato para Ja Rule com a Def Jam. Em 1995, ele fez sua primeira aparição solo em "Time to Build", de Mic Geronimo, ao lado de Jay-Z e DMX, que também estavam nos estágios iniciais de suas carreiras. Mais tarde, ele apareceu na música "Usual Suspects" do segundo álbum de Mic Geronimo, Vendetta, em 1997, ao lado de The Lox, DMX e Tragedy Khadafi. Ele também teve uma breve participação no vídeo de "Walk In New York", do grupo de hardcore rap do Queens, Onyx. Mais tarde, em 1997, Irv Gotti recebeu seu próprio selo da Def Jam, conhecido como Murder Inc. Records. Ja Rule foi promovido como o principal artista da gravadora, e ele continuou a fazer participações em canções de outros artistas, incluindo Method Man, Redman, Nas, DMX, LL Cool J e Dru Hill. Mais tarde, ele apareceu no single de sucesso de Jay-Z de 1998 "Can I Get A ...", no qual escreveu o refrão. Foi planejado originalmente para ser o single de estreia de Ja Rule até que Jay-Z ouviu a faixa e pediu a faixa para si mesmo. Durante esse tempo, ele fez rap com o nome artístico de Jah.
Voltando ao nome Ja Rule, seu single de estreia Holla Holla foi lançado em março de 1999 e se tornou um sucesso, alcançando a posição # 35 na Billboard Hot 100. Impulsionado pelo sucesso de Holla Holla, o álbum de estreia de Ja Rule, Venni Vetti Vecci, foi lançado em 1999, alcançando a posição # 3 na Billboard 200, com 184.000 cópias vendidas em sua primeira semana. Eventualmente, alcançou o status de platina nos Estados Unidos devido à popularidade de "Holla Holla". Um remix de "Holla Holla" foi lançado posteriormente, apresentando Jay-Z, Vita, Cadillac Tah, Black Child, Memphis Bleek e Busta Rhymes.

### Rule 03:36(2000)

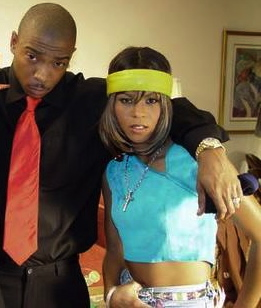
Ja Rule & Vita

O segundo single de Ja Rule, "Between Me and You", com Christina Milian, foi lançado em junho de 2000 como o primeiro single de seu segundo álbum de estúdio e se tornou seu primeiro grande hit em colaboração, ganhando Top 40 airplay e alcançando a posição de número 11 na Billboard Hot 100. O próximo single do álbum, "Put It on Me", com Vita e Lil 'Mo, foi lançado em dezembro de 2000 e se tornou um dos maiores sucessos de 2001, alcançando a posição de número 8 na Billboard Hot 100 e se tornando o primeiro top 10 para Ja Rule e Vita. O vídeo de "Put It on Me" também liderou a contagem regressiva de vídeos da MTV por uma semana, e se tornou o primeiro vídeo musical a ser retirado do BET's 106 & Park depois de passar mais de 60 dias na contagem regressiva. O vídeo também ficou em 1º lugar no Notarized da BET: Top 100 Videos de 2001.
O segundo álbum de Ja Rule, Rule 3:36, foi lançado em 10 de outubro de 2000 e teve uma direção artística muito diferente do trabalho anterior de Ja Rule, incluindo Venni Vetti Vecci, evitando o estilo hip-hop hardcore pelo qual ele se tornou conhecido para um som pop-rap orientado para o mainstream para maior sucesso, estreando posição de número 1 na Billboard 200 com 276.000 cópias vendidas em sua primeira semana, tornando-se o primeiro álbum número um de Ja Rule. Mais tarde, o álbum foi certificado como triplo platina pela Recording Industry Association of America (RIAA).

### Pain Is Love(2001)
Ja Rule lançou seu terceiro álbum de estúdio, Pain Is Love, em 2 de outubro de 2001. Como seu predecessor, Pain Is Love liderou a Billboard 200 com  361.000 cópias vendidas na primeira semana e certificado com platina tripla pela RIAA. O álbum também recebeu uma indicação ao Grammy em 2002 de Melhor Álbum de Rap. Em 2007, 3,6 milhões de cópias de Pain Is Love foram vendidas.

### The Last Temptation(2002)
The Last Temptation, o quarto álbum de Ja Rule, foi lançado em 19 de novembro de 2002. Ele gerou dois singles de sucesso, "Thug Lovin '", com Bobby Brown, que alcançou a posição de número 42 na Billboard Hot 100, e "Mesmerize", um dueto com Ashanti que alcançou a posição de número 2 na Billboard Hot 100. The Last Temptation estreou na posição de número 4 na Billboard 200 com vendas na primeira semana de 237.000 cópias, recebendo a certificação de platina pela RIAA em dezembro de 2002.

### Blood in My Eye(2003)
O quinto álbum de estúdio de Ja Rule, Blood in My Eye, foi lançado em 4 de novembro de 2003, sob o selo Murder Inc., que se renomeou como "The Inc." vários dias após o lançamento do álbum. O material pretendia ser simplesmente uma mixtape, mas foi lançado como um álbum para cumprir o compromisso contratual de Ja Rule com a Murder Inc. de lançar um álbum anualmente. O álbum foi descrito como um álbum de "ódio" dirigido a vários rappers, incluindo 50 Cent, G-Unit, Eminem, Proof, Dr. Dre, DMX, Busta Rhymes e outros, e marcou um retorno ao estilo menos comercial que Ja Rule havia usado em sua carreira anteriormente. Isso gerou um single de sucesso, "Clap Back", que alcançou a posição de número 44 na Billboard Hot 100 e ganhou o prêmio Source para a canção "Fat Tape" do ano. Ele alcançou a posição de número 6 na Billboard Hot 200, vendendo 139.000 cópias em sua primeira semana de lançamento, e vendeu mais de 468.000 cópias nos EUA em 2008.

### R.U.L.E. &Wonderful(2004)
O sexto álbum de estúdio de Ja Rule, R.U.L.E., foi lançado em novembro de 2004, estreando na posição de número 7  e vendendo 166.000 cópias em sua primeira semana de lançamento. Seu primeiro single, "Wonderful", com R. Kelly e Ashanti, alcançou a posição de número 5 na Billboard Hot 100. O single foi seguido pela faixa "New York", com Fat Joe e Jadakiss, que alcançou a posição de número 27 no Billboard Hot 100. O terceiro single foi a canção de amor "Caught Up", com Lloyd, que não causou impacto no Billboard Hot 100. R.U.L.E. conquistou disco de ouro pela RIAA em 14 de janeiro de 2005 e em outubro de 2007, o álbum vendeu 658.000 cópias.

### Pausa, Saída da Def Jam, declínio da Inc. Records  (2005-09)

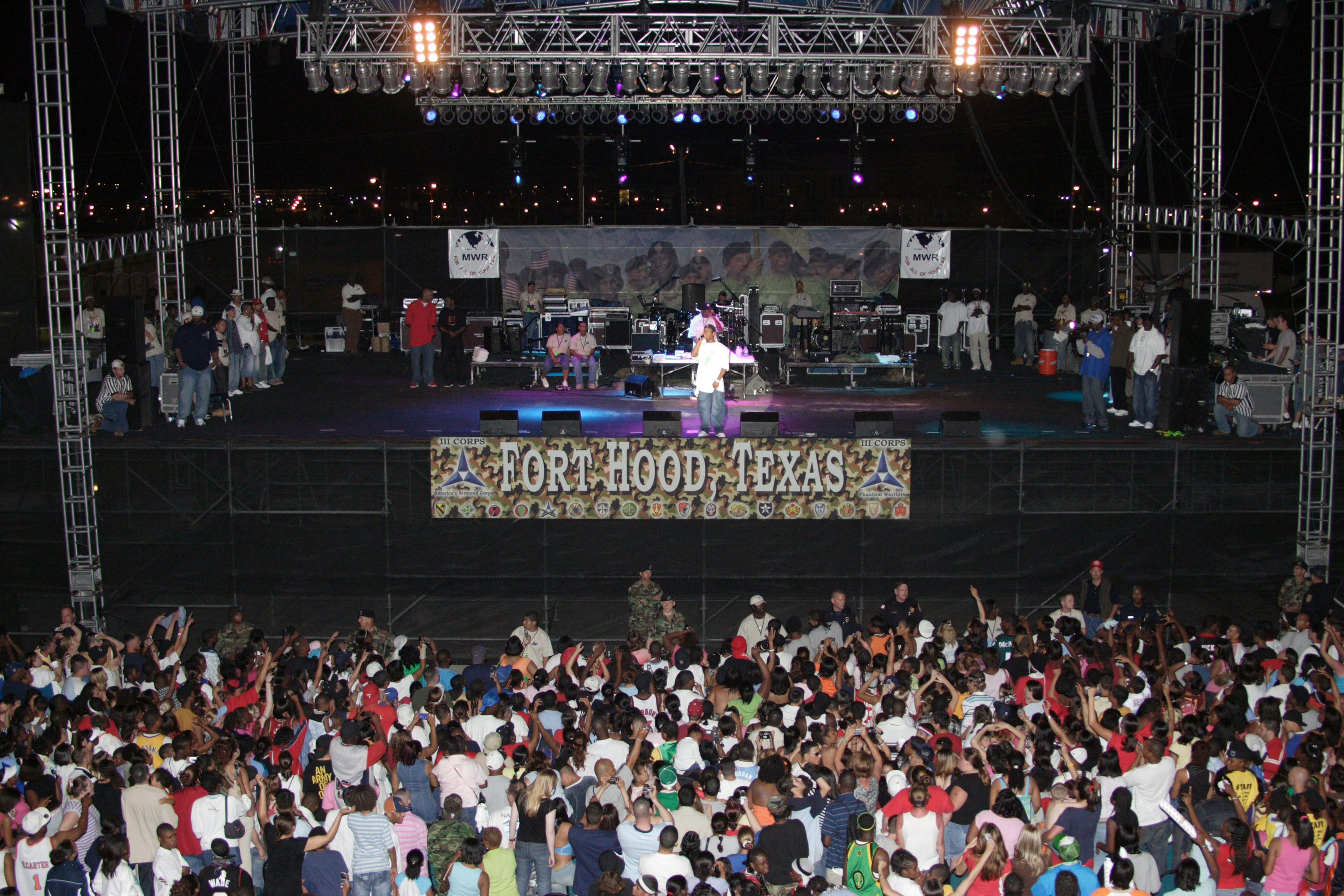
Ja Rule apresentando em Fort Hood, Texas, no dia 13 de maio de 2005

Em 6 de dezembro de 2005, The Inc. lançou Exodus, um álbum de grandes sucessos cujas únicas novas faixas foram a canção "Me" e faixas de introdução e encerramento. Exodus foi o último álbum do contrato de Ja Rule com a The Inc. Após seu lançamento, Ja Rule pausou as gravações musicais. Enquanto isso, a The Inc. Records ainda estava sob investigação por causa de supostos negócios de drogas com Kenneth "Supreme" McGriff. Isso levou a Def Jam Recordings a se recusar a renovar o contrato da Inc.. De 2005 a 2006, Gotti procurou outras gravadoras, finalmente fechando um contrato com a Universal Records (parte da mesma empresa que a Def Jam). Alguns anos depois, a The Inc. deixou a Universal Records devido a problemas de negócios e falha em garantir fundos para projetos.

### Saída da The Inc. Records,The Mirrore Mpire Music Group (2009)
Depois de deixar a The Inc. Records em 2009, Ja Rule fundou sua própria gravadora independente, Mpire Music Group e recrutou novos artistas e mantendo a amizade com Irv Gotti. The Mirror era para ser sétimo álbum de Ja Rule sendo prevista para ser lançada em 2007. No entanto, devido a má recepção, ele foi deixado em espera. Faixas do álbum foram vazadas na internet, levando Ja Rule para re-gravar o álbum. Ele finalmente decidiu liberá-lo com download gratuito em 2009. Em 22 de dezembro, Ja Rule lança gratuitamente em seu MySpace uma nova mixtape, intitulada "Atkins Files Vol. 1". A mixtape contém algumas faixas inéditas como "Too Long" e "Weekend Girls". Em 2009 Ja Rule Anuncia em entrevista ao programa Altas Horas, que será lançado seu 10 disco ainda neste ano, e que terá participacoes de diversos cantores brasileiros, como Wanessa Camargo, Ivete Sangalo, Chorão, Dudu Nobre entre outros. O rapper também gravou participação especial na nova música de trabalho da cantora Wanessa, "Fly", lançada em abril de 2009. No dia 10 de Outubro de 2009, o cantor fez mais um show de sua turnê, na cidade de Rio das Ostras, no Rio de Janeiro. Wanessa Camargo cancelou sua vinda ao show poucos dias antes. Após o show Ja Rule gravou entrevista para o programa É Festa!, do apresentador Pablo Kling, da Rede Serra TV, onde falou sobre a L.I.F.E. Foudation, Fundação do cantor que cuida de crianças carentes na cidade de Nova Iorque, nos Estados Unidos. Na L.I.F.E. Foudation as crianças tem a oportunidade de ter contato com arte, poesia, teatro, dança e esportes.

### Pain Is Love 2e prisão (2011-12)
Em fevereiro de 2011, foi anunciado que Ja Rule tinha começado a trabalhar em um outro álbum chamado Pain Is Love 2 , nomeando-o após o original conquistar o disco de platina (Pain Is Love). Foi planejado para ter a produção dos produtores do álbum original, Pain Is Love, a fim de "recriar a magia". A maior parte da produção foi feita por 7 Aurelius (que co-produziu "Down Ass Bitch"), enquanto Irv Gotti foi o produtor executivo do álbum. Ele havia planejado em liberá-lo no dia 7 de junho, embora mais tarde decidiu adiar a data de lançamento.
Pain Is Love 2 foi então programado para um 11 de outubro de 2011 autorização, mas foi adiado para 28 de fevereiro de 2012. Para compensar o atraso, Ja Rule lançou uma nova faixa chamada "Falling to Pieces", que foi produzido por 7 Aurelius. Com samples da banda The Script's "Breakeven". Em 2 de outubro de 2011, outra faixa, "Spun a Web", foi lançada, também produzida por 7 Aurelius, usando um sample de Coldplay's "Trouble". No dia seguinte, um vídeo teaser de música estreou no YouTube e o vídeo oficial da música foi lançado em 11 de outubroPain Is Love 2 foi finalmente lançado em 28 de fevereiro de 2012, ao mesmo tempo que Ja Rule estava servindo uma sentença de dois anos na prisão por posse de arma. Em 2011 foi preso por não pagamento de impostos a receita federal dos EUA.

### Libertação da prisão, livro, reality show, série de drama, e ultimo álbum da carreiraTwelve(2013-presente)

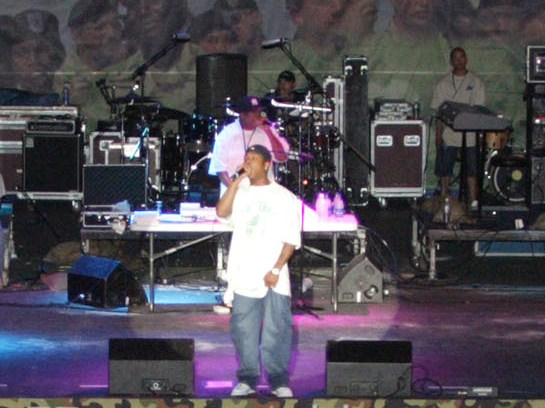
Ja Rule durante um show em 2009

Foi definido a Ja Rule, ser liberado da prisão em 28 de julho de 2013, porém, ele foi liberado antes, em 7 de maio de 2013. Em seguida, ele anunciou um novo álbum, e anunciou que estava recebendo ofertas de grandes gravadoras e artistas que tinham interesse em colaborar com ele. NORE anunciou que já estaria em um remix para uma das faixas de seu último álbum, Student of the Game. Em 18 de setembro de 2013, Ja Rule lançou uma faixa intitulada "Fresh Out Da Pen". Alguns dias depois, ele lançou uma nova faixa chamada "Everything". Ambas as faixas foram produzidas pelos produtores, Reefa e Myles William respectivamente. Em 27 de setembro de 2013, ambas as faixas foram lançadas no iTunes para download digital.
Em setembro de 2013, foi confirmado que Ja Rule e Irv Gotti renovariam com a The Inc. Records. Em 2014 Ja Rule lançou um livro chamado ''Unruly'' no qual ele reflete sobre suas brigas passadas com uma adolescência difícil em Nova York e tudo que se seguiu, a partir de sucesso da fuga e rivalidades destrutivos a paternidade e um período de dois anos preso. Em julho de 2014, Ja Rule anunciou o seu nono álbum de estúdio chamado Genious Loves Company. Também em 2014, foi anunciado pela MTV que Ja Rule ao lado de sua família vai estrelar o próximo reality show que foi co-produzido por Queen Latifah. Em setembro de 2014 um trailer espiando e mostrando um pouco sobre o show surgiu na internet, o show estreou em 26 de outubro de 2015. Em outubro de 2015, Rule anunciou que ele e Gotti tinham uma parceria com a Paramount Pictures em uma série dramática de TV baseada na história da Murder Inc., com estreia marcada para 2016. Em fevereiro de 2016, Ja Rule anunciou que seu oitavo álbum de estúdio seria intitulado Coup De Grâce e seria seu último álbum. Em dezembro de 2016, ele apareceu no The Hamilton Mixtape, fazendo um rap do verso de Hamilton na performance de Ashanti de "Helpless", referenciando a impressão de Lin-Manuel Miranda no último verso da letra. Em 26 de junho de 2018, Ashanti confirmou que ela e Ja Rule estão trabalhando em um álbum colaborativo.
Em 2018, o Rule vendeu 11,4 milhões de unidades de seus Álbuns e Hits nos Estados Unidos. No mesmo ano o funkeiro brasileiro MC Lan disse que faria uma parceria com Ja Rule após terem se conhecido pessoalmente. E também em 2018 Ashanti disse que ela e Jah fariam um álbum colaborativo.
Após dizer que o álbum se chamaria Genious Loves Company, Ja Rule em 2019 resolveu mudar o nome do seu último álbum da carreira para Twelve, onde o mesmo diz que está trabalhando duro nesse último álbum e que será o melhor que ja fez em sua carreira. Rule não estipulou a data de lançamento.
Em 2021 Ja Rule se formou num curso online de "Fundamentos de Empreendedorismo" fornecido pela Universidade de Harvard .

## Carreira artística
Além do rap, Ja Rule estabeleceu uma carreira como ator. Seu primeiro filme foi um filme chamada Turn It Up. Ele apareceu em um pequeno papel em Velozes & Furiosos. Apareceu em vários filmes, incluindo Parceiros no Crime com Ving Rhames e Pam Grier e No Corredor da Morte com Steven Seagal. Ele também estrelou nos filmes Churrasco da Pesada com Queen Latifah e Assalto ao 13º DP, em 2013, ele estrelou em Pregando o Amor com Adrienne Bailon.
Em 2019 ele se juntou ao elenco principal de The Growing Up Hip Hop.

## Outros empreendimentos
Em 2004, Ja Rule uniu-se com Irv Gotti para lançar uma linha de roupas urbanas chamado ErvinGeoffrey. Em 2006, Ja Rule lançou uma empresa de bebidas chamado The Mojito. Em maio de 2015, Ja Rule fez parceria com Billy McFarland, o CEO da Magnises, uma empresa de serviços de cartão de crédito para se tornar o chefe criativo e porta-voz dessa empresa. Em agosto de 2015, Ja Rule colaborou com empresário do ramo de calçados, Steve Madden em uma nova linha de sapatilhas masculinas chamado Maven x Madden. A coleção de sapatos foram feitos disponível para compra no varejo a partir de Outono de 2015.
Em 2016, Ja Rule co-fundou a Fyre Media, Inc. ,uma agência de talentos, com Billy McFarland. Em abril de 2017, o empreendimento divulgou o Fyre Festival em Hamilton, Bahamas, como um evento de luxo, mas por uma falha logística, acabou decepcionando centenas de compradores de ingressos. Rule e McFarland enfrentaram uma ação coletiva de $ 100 milhões no qual resultou a prisão de McFarland, Ja Rule porém escapou .
Em 2021, Ja Rule fez parceria com uma equipe de engenheiros de software para lançar Flipkick, uma plataforma com foco na venda de obras de arte físicas.
A Flipkick afirma ser "a primeira empresa a oferecer autenticação criptográfica de obras de arte físicas vendidas e vinculadas a NFTs". Para inaugurar a plataforma, Ja Rule listou para leilão uma pintura que encomendou em 2012 ao artista Tripp Derrick Barnes representando o logotipo da Fyre Media Inc. A pintura foi listada com uma estimativa de $ 600.000.
Há um bom tempo sem lançar músicas, Jah vem recebendo frutos de royalties e gerindo seu patrimônio com uma série de investimentos.

## Filantropia
Em 2004, Ja Rule fundou a Fundação LIFE, uma organização de caridade que se especializa para jovens que estão em risco que residem na Jamaica, Localizado no Queens, New York, ajudando-os a ultrapassar academicamente, melhorar o comportamento social e escapar da violência de gangues de rua.

## Controvérsias

### Conflito com 50 Cent
Antes de assinar com a Interscope Records, o rapper 50 Cent Esteve  envolvido em uma disputa bem divulgada com Ja Rule e seu rótulo The Inc. Records. 50 Cent afirmou que a disputa começou em 1999, depois que Ja Rule o viu com um homem que havia lhe roubado  suas jóias e também por causa do Ja Rule "tentando ser Tupac".  No entanto, Ja Rule afirmou que o conflito resultou em um vídeo gravado no Queens (clipe da música: Murda 4 Life), porque 50 Cent não gostava de Ja Rule "recebendo tanto amor" do bairro. Um confronto ocorreu em um estúdio de Nova York, onde o  rapper Black Child, um artista da Murder Inc., esfaqueou 50 Cent, o que resultou em ele que tem três pontos. Depois de ser esfaqueado 50 cent lançou a ordem de proteção. 
Ordem de proteção: 50 Cent mandou uma ordem de proteção em que Ja Rule não poderia chegar perto dele, Só que 50 diz que a ordem de proteção foi uma jogada de marketing para dar credibilidade a Rule nas ruas e para ajudar no lançamento de seu novo álbum que viria a ser lançado.
Logo após essa briga, uma série de  disses viriam a serem lançadas , Ja Rule chamou Jadakiss e Fat Joe  para ajudarem contra 50 cent, juntos lançaram um single de sucesso chamado "New York", 50 Cent não ficou por baixo e chamou Dr. Dre e  Eminem. 50 Cent lançou uma música chamada "Piggy Bank", onde lança de uma tacada só contra Nas, Fat Joe e Jadakiss.
na canção '' Like Toy Soldiers" Eminem tenta fazer as pazes com rule.
Ja rule lançou singles como: Loose Change, 21 gunz, New York, Clap Back., 50 Cent lançou: Piggy Bank, Life on the line, Wanksta e Back Down.
Eminem foi longe na briga com Ja Rule enquanto Dre não quis muito se envolver, Jadakiss desafiou 50 cent por U$1 milhão de dólares para uma batalha, 50 cent recusou. A briga entre Jadakiss e 50 cent terminou com uma música que eles lançaram juntos. 50 cent e Fat Joe tiveram muitas discussões, mas no ano de 2016 Fat Joe e 50 estavam numa balada juntos e conversando, tudo parece estar em paz.
Ja Rule e 50 Cent são rivais até os dias de hoje.

### Conflito com Eminem
O conflito começou depois que 50 Cent assinou com a Shady Records e Aftermath em 2002. Ja Rule afirmou que ele tinha um problema com Eminem e Dr. Dre para a assinatura de alguém que ele não gostava. 
O conflito se agravou quando Ja Rule lançou "Loose Change", em que ele insultou 50 Cent, Eminem chamado pelo nome de "Feminem", chamado de Dr. Dre bissexual, e afirmou que Suge Knight sabia de Dre "trazendo travestis para casa". A canção também inclui letras que insultou a família de Eminem (mais notavelmente sua filha) e conhecidos. Como reação, Eminem lançou a música "Go To Sleep", com os parceiros de sua gravadora Obie Trice e DMX (apareceu em 2003, e "a Vingança de Hailie (do Rae Mi)" (apareceu na mixtape 2003 Straight from the Lab) com seu grupo D12 e Obie Trice. 
Busta Rhymes se juntou ao conflito quando ele foi destaque na faixa "Hail Mary 2003", com Eminem e 50 Cent.  A canção, que é um remake de Tupac Shakur música 's "Hail Mary", foi feito parcialmente como uma resposta para o remake da música de Tupac feita por Ja Rule, "Pain" (re-intitulado "So Much Pain"). Os rappers sentiram que Ja Rule não poderia se comparar com Tupac, e assim eles fizeram a trilha, zombando dele por tentar "imitar" o ícone do rap falecido.

### Conflito com DMX
Jay-Z e DMX co-estrelou no single "Its´ Murda" do primeiro álbum do Ja Rule. Ja Rule já tinha rivalizado com Busta Rhymes, Dr. Dre, Eminem e 50 Cent; todos os quais tinham sido resolvidos. DMX acusou Ja Rule de copiar a assinatura de DMX "Gruff Style". DMX disse que ele queria um fim para a briga, assim que Ja Rule foi libertado da prisão em 2005: "Irv Gotti veio a mim na prisão e disse que eu preciso fazer as pazes com você. Ja Rule disse- 'Tudo bem Gotti, vamos fazê-lo." DMX e Ja Rule finalmente terminou sua rivalidade em 2009 no Hip Hop Honors do VH1. 

## Vida pessoal

### Família
Em abril de 2001, Ja Rule se casou com Aisha Murray. Ele também tem três filhos; Brittany (nascido em 1995), Jeffrey Jr. (nascido em 2000), e Jordan (nascido em 2004).

### Religião
Ja Rule é Cristão. Ja Rule se tornou um cristão em 2013, quando ele estava promovendo o filme Pregando o Amor. Ja Rule falou sobre sua fé, dizendo:
| “ | "Eu quero ter certeza que estou fazendo a coisa certa. Eu não quero que as pessoas interpretam mal o que estou fazendo aqui. Eu estou tomando passos de bebê, e eu quero ficar mais perto de Deus. Eu sinto que é algo que você deve fazer na vida. " | ” |

## Discografia

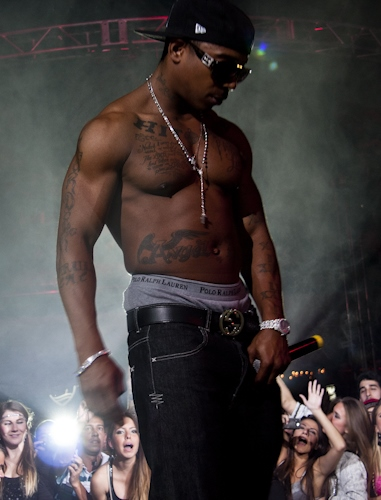
Ja Rule em 2010

### Álbuns
- Venni Vetti Vecci - 1999
- Rule 3:36 - 2000
- Pain Is Love - 2001
- The Last Temptation - 2002
- Blood in My Eye - 2003
- R.U.L.E - 2004
- Pain Is Love 2 - 2012
- 12.Twelve.XII (2023 -previsto)

Álbuns de compilação
- 2005: Exodus
- 2012: Icon

Mixtape
- 2009: The Mirror

## Prêmios e Indicações
| Ano  | Faixa ou ele mesmo      | Prêmio                                                               | Resultado |
| ---- | ----------------------- | -------------------------------------------------------------------- | --------- |
| 2001 | Put It on Me            | Source Hip-Hop Music Award - Single of the Year                      | Venceu    |
| 2001 | Put It on Me            | MTV Video Music Awards - Best Rap Video                              | Indicado  |
| 2002 | I'm Real (Murder Remix) | MTV Video Music Awards - Best Hip-Hop Video                          | Venceu    |
| 2002 | Always on Time          | MTV Video Music Awards - Best Hip-Hop Video                          | Indicado  |
| 2002 | Ja Rule                 | American Music Award - Favorite Rap/Hip-Hop Artist                   | Indicado  |
| 2002 | Put It on Me            | Grammy Awards - Best Rap Performance by a Duo or Group               | Indicado  |
| 2002 | Pain Is Love            | Grammy Awards - Best Rap Álbum                                       | Indicado  |
| 2002 | Livin' It Up            | Grammy Awards - Best Rap/Song Collaboration                          | Indicado  |
| 2002 | Ja Rule                 | World Music Awards - World's Best-Selling Rap Artist                 | Venceu    |
| 2002 | Ja Rule                 | BET Awards - Best Male Hip-Hop Artist Artist                         | Venceu    |
| 2002 | Ja Rule                 | GQ Men of the Year Award - Musician of the Year                      | Venceu    |
| 2002 | Ja Rule                 | Teen Choice Awards - Male Artist of the Year                         | Venceu    |
| 2002 | Ja Rule                 | NAACP Image Awards - for Best Rap/Hip-Hop Artist                     | Venceu    |
| 2002 | Pain Is Love            | Soul Train Music Award - Best Rap/Soul or Rap Álbum of the Year      | Indicado  |
| 2003 | Thug Lovin'             | Source Award - R&B/Rap Collaboration of the Year                     | Venceu    |
| 2003 | Ja Rule                 | American Music Award nomination for Favorite Hip-Hop/R&B Male Artist | Indicado  |
| 2003 | Always on Time          | Grammy Awards nomination for Best Rap/Sung Collaboration             | Indicado  |
| 2004 | Clap Back               | Source Award - Phat Tape Song of the Year                            | Venceu    |
| 2009 | Fly                     | MTV Video Music Brasil - Hit do Ano (Song of the Year)               | Indicado  |

## Filmografia
| Filme                        | Filme                                | Filme                          | Filme                                                    |
| Ano                          | Filme/Televisão                      | Papel                          | Notas                                                    |
| ---------------------------- | ------------------------------------ | ------------------------------ | -------------------------------------------------------- |
| 2000                         | Turn It Up                           | David 'Gage' Williams          | Ao lado de Jason Statham e Pras.                         |
| 2001                         | The Fast and the Furious             | Edwin                          | Desempenha um papel de apoio como um corredor de rua.    |
| 2001                         | MTV Cribs                            | Ele mesmo                      | Aparição especial.                                       |
| 2002                         | Half Past Dead                       | Nicolas 'Nick' Frazier         | Embora uma sequencia foi feita, Ja Rule não estrelar-lo. |
| 2003                         | Crime Partners                       | Hitman                         |                                                          |
| 2003                         | Pauly Shore Is Dead                  | Ele mesmo                      |                                                          |
|                              | Beef                                 | Ele mesmo                      |                                                          |
|                              | Scary Movie 3                        | Agente Thompson                | Papel menor                                              |
| 2004                         | The Cookout                          | Bling Bling/Percival Assmackey |                                                          |
| 2004                         | Shall We Dance                       | Hip Hop bar performer          |                                                          |
| 2005                         | Back in the Day                      | Reggie                         | Ao lado de Ving Rhames                                   |
| 2005                         | Assault on Precinct 13               | Smiley                         | Apoiar o papel                                           |
| 2006                         | South Beach                          | Donnie Fox                     | Série de TV "The SB" (episódio 7)                        |
| 2006                         | Furnace                              | Terrence Dufresne              |                                                          |
| 2008                         | Ja Rule:2005                         | Ele mesmo                      |                                                          |
| 2009                         | Just Another Day                     | Ele mesmo                      |                                                          |
| 2009                         | Don't Fade Away                      | Foster                         |                                                          |
| 2009                         | Kiss and Tail: The Hollywood Jumpoff | Ele mesmo                      |                                                          |
| 2010                         | Wrong Side of Town                   | Razor                          | Ao lado de lutadores; Batista & Rob Van Dam              |
| 2011                         | LA Ink                               | Ele Me                         | Aparição especial.                                       |
| 2012                         | The Cookout 2                        | Bling Bling                    | sequencia de The Cookout                                 |
| 2013                         | Goat                                 | Willie Davis                   | Pós-produção                                             |
| 2013                         | I'm in Love with a Church Girl       | Miles Montego                  |                                                          |
| 2015                         | Follow the Rules                     | Ele mesmo                      | Um reality show estrelando ao lado de sua família.       |
| 2015                         | Girl Code                            | Ele mesmo                      | Aparição especial.                                       |
| 2015                         | First Take                           | Ele mesmo                      | Aparição especial.                                       |
| 2015                         | Broke Ass Game Show                  | Ele mesmo                      | Aparição especial.                                       |
| 2016                         | Trolland                             | Fenn                           |                                                          |
|                              | Ridicolousness                       | Ele mesmo                      | Aparição especial.                                       |
|                              | The Hamilton Mixtape                 | Ele mesmo                      |                                                          |
| 2018                         | Fly                                  | Jesse da Jeweller              |                                                          |
| 2019                         | \| Growing Up Hip Hop: New York \|   | Ele mesmo                      | Aparição especial                                        |
| Growing Up Hip Hop: New York |                                      |                                |                                                          |